# Колодниця (Крупський район)
Колодниця (біл. вёска Калодніца) — село в складі Крупського району Мінської області, Білорусь. Село є адміністративним центром Костричницької сільської ради, розташоване в східній частині області.